# Будинок Голованя
Буди́нок скульптора Голованя́, неофіційно «Луцький будинок з химерами» — архітектурна пам'ятка сучасності, розташована на території Історико-культурного заповідника «Старий Луцьк» на березі річки Стир. Проєкт будинку розробив волинський архітектор Ростислав Георгійович Метельницький. Збудований скульптором Миколою Голованем.

## Історія
Микола Головань почав вчитися скульптурі у 1959 році у Львівському мистецькому училищі імені Івана Труша. Після закінчення навчання в 1965 році повернувся до Луцька, де перед цим провів більшість дитинства. В батьківському обійсті, розташованому в районі Теремне, створив перші авторські скульптури. Пізніше обійстя було знесено, а родина Миколи Голованя отримала квартиру. Частину своїх скульптур Головань вирішив подарувати місту для облаштування Центрального парку Луцька. Після цього скульптор звернувся до тодішнього голови Луцького міськвиконкому Юрія Сулівіна з проханням виділити йому ділянку землі для облаштування майстерні. Таку ділянку було надано на березі Стиру.
Проєкт будівлі розробив у 1980 році архітектор Ростислав Метельницький. За його задумом, Микола Головань міг прикрашати будинок на свій розсуд власними скульптурами, барельєфами тощо. Спочатку діяльність скульптора наражалася на перевірки влади, але в часи Перебудови будинок почав набувати сучасного вигляду — рясно прикрашеної як зовні, так і всередині, споруди. Будинок належить заповіднику та не приватизований скульптором. Будинок і подвір'я відкриті для нерегулярних екскурсій, які проводив сам Микола Головань. Також скульптор прикрасив своїми роботами вулицю Лесі Українки, Центральний парк та в інші куточки Луцька.
У 2005 році скульптор втратив сина, який помер через інфаркт. У 2016 році Головань отримав звання «Почесний громадянин міста Луцька». В 2021 короткометражний фільм про його будинок та інші роботи ввійшов до короткого листа Канського фестивалю короткометражних фільмів.
Микола Головань помер 1 лютого 2022 року. Його дружина Тамара згодом повідомила про плани відкрити в будинку музей. У липні 2022 розпочався ремонт фасаду та впорядкування прибудинкової території. Вдова скульптора відкрила для туристів не лише подвір’я, але й внутрішні кімнати будинку.

## Скульптури
Подвір'я, стіни, дах будинку прикрашають кам'яні й бетонні скульптури різних стилів. На багатьох зображено міфічні (такі як Атлант, Феміда) та релігійні фігури (Христос, Богоматір, апостоли, янголи), алегоричні зображення (лицарі, леви, монахи), а також відомі історичні постаті, пов'язані з Луцьком — князі Любарт і Вітовт, Данило Братковський.
Загалом будинок і територія навколо містять понад 500 творів. Сам автор волів називати свій будинок «будинком-вернісажем». Над входом розміщений родинний вензель — Н. М. Г. На фронтоні будинку розташовано барельєф із зображенням членів сім'ї скульптора: самого Миколи Голованя, дружини, дочки та сина. Масою він — півтори тони, а виготовлений із зеленого пісковика. Є «італійський» дворик, кузня. На подвір'ї розташовано численні деталі — брили різних каменів й безліч великих і малих скульптур, що ще не отримали свого місця в композиції.
Будинок має оригінальне оздоблення не тільки зовні, а й всередині. Зокрема, всередині розташована інкрустована каменем і деревиною кухня з масивним кованим каміном.
Обнесений будинок кам'яною огорожею, зовні якої також розташовано низку скульптур. Головна з них — скульптура Мадонни з немовлям, яка стоїть на самому березі Стиру.

## Світлини

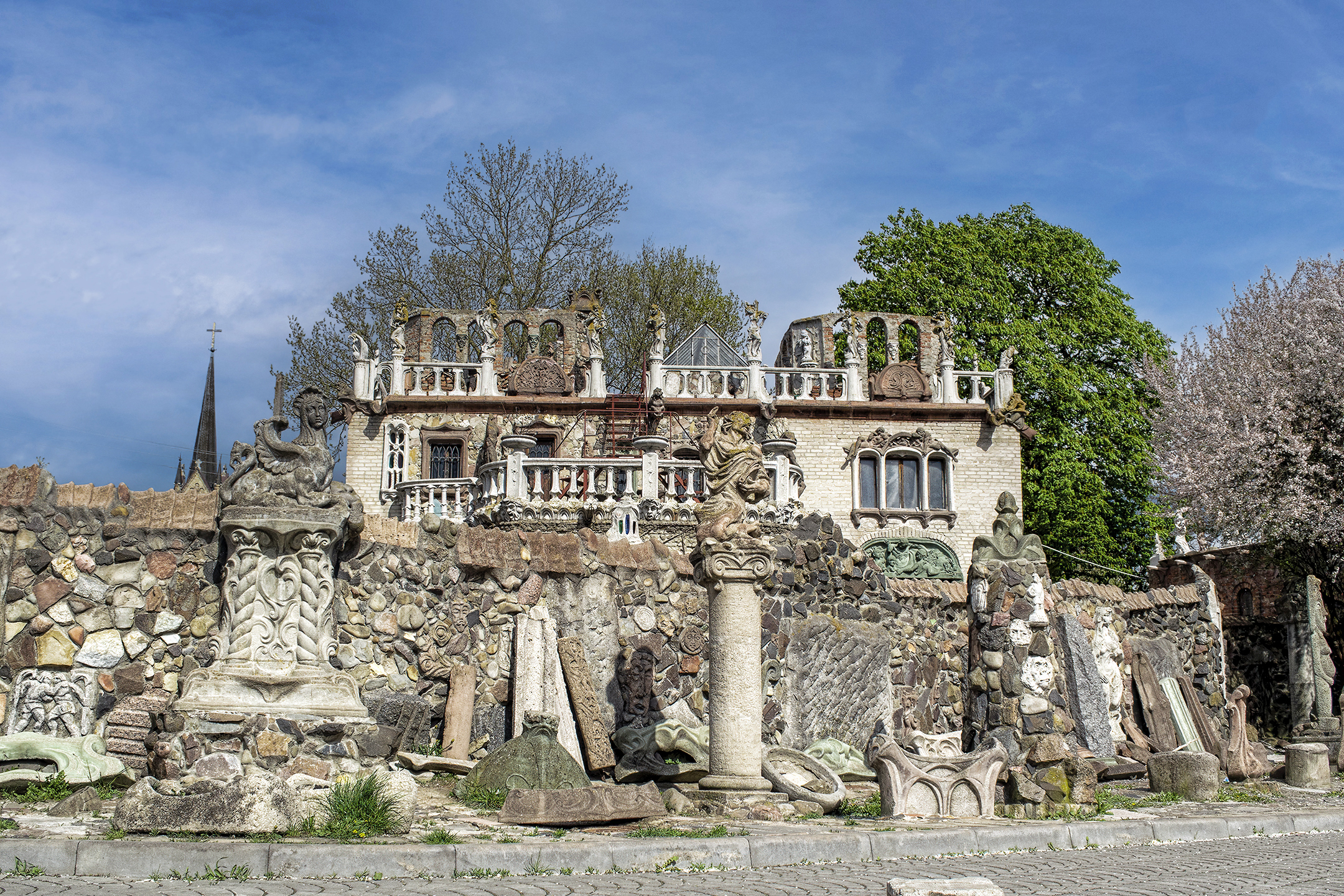
Вигляд з боку Стиру
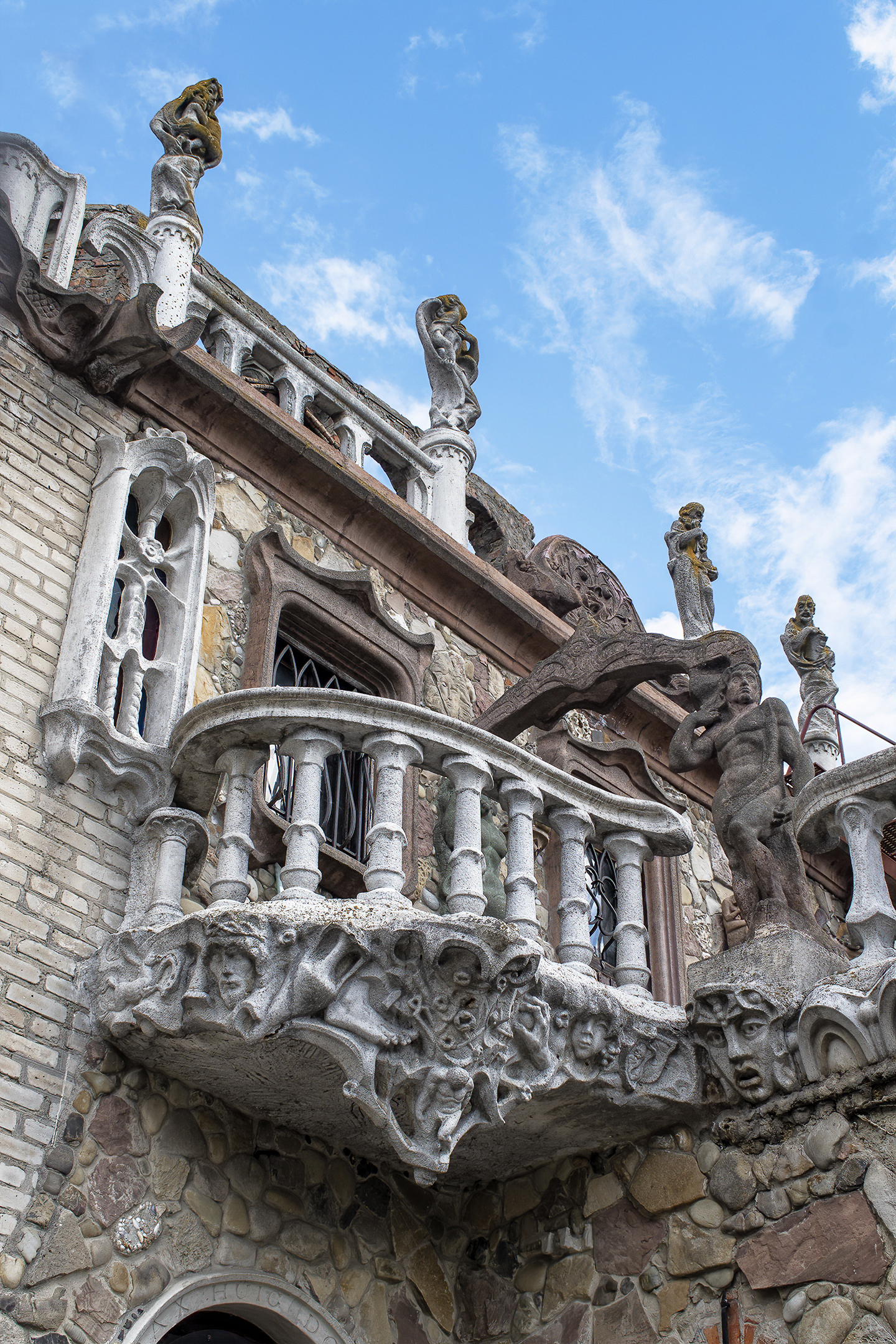
Вхід до будинку
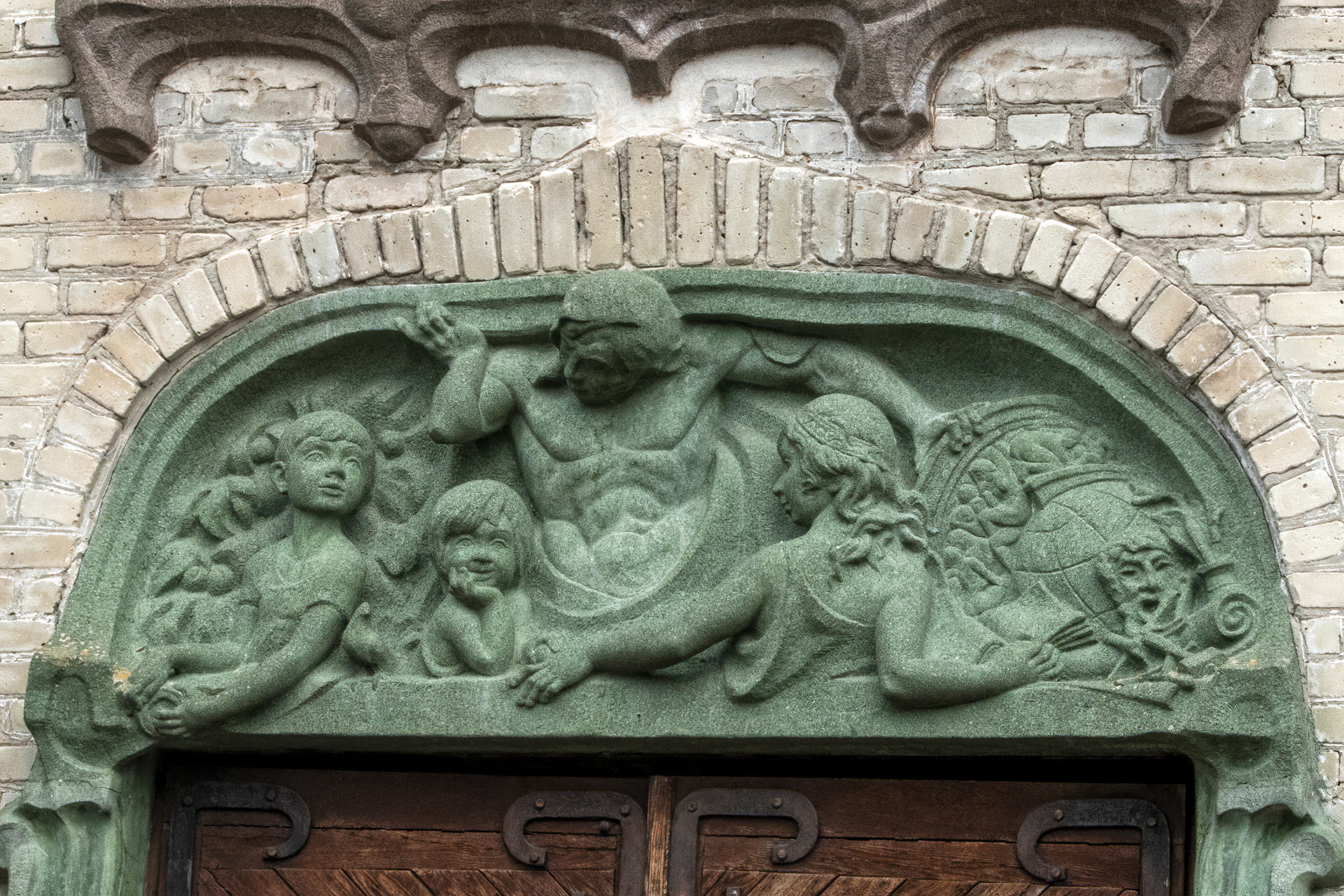
Барельєф фронтону
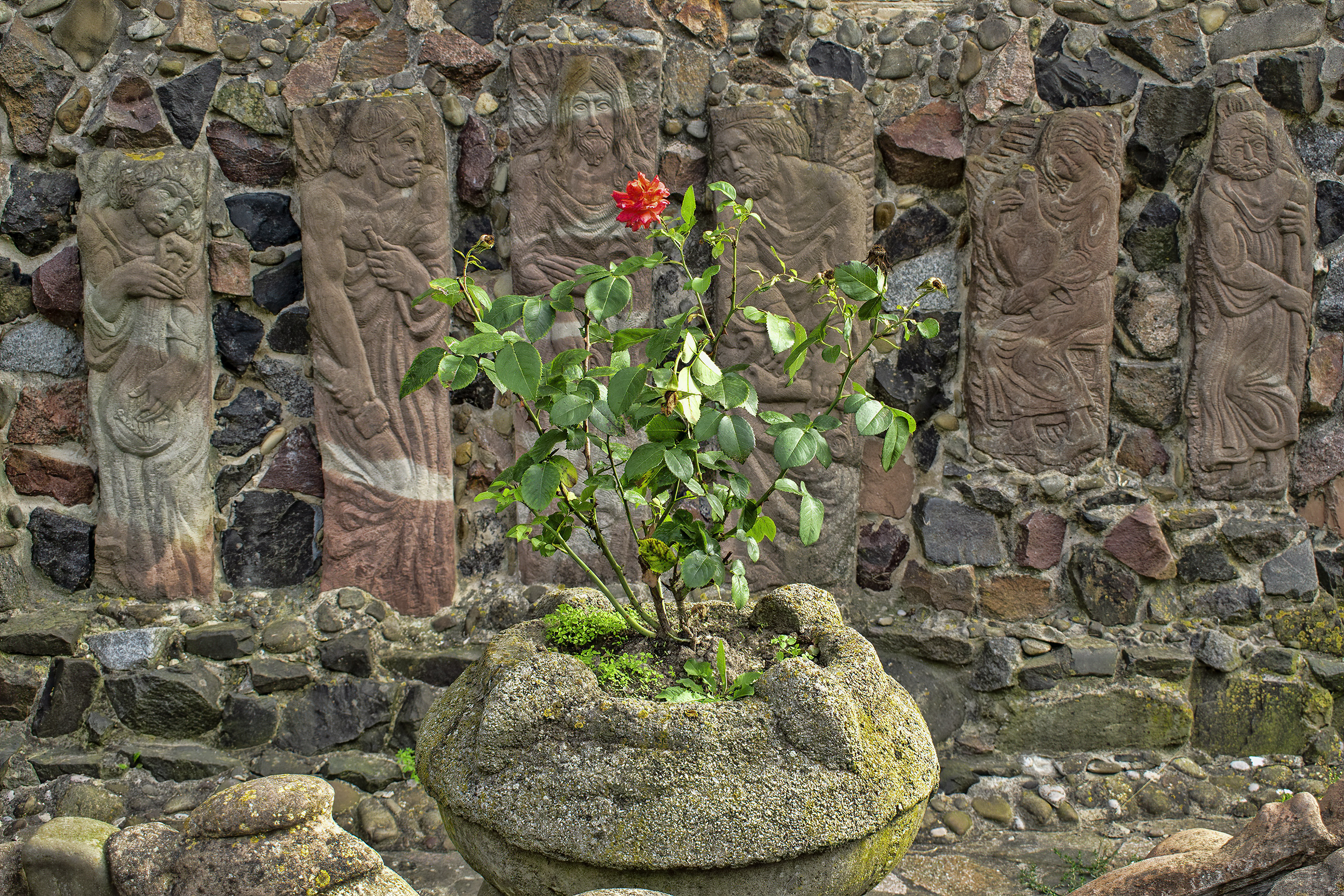
Ваза з трояндою та барельєфи на подвір'ї
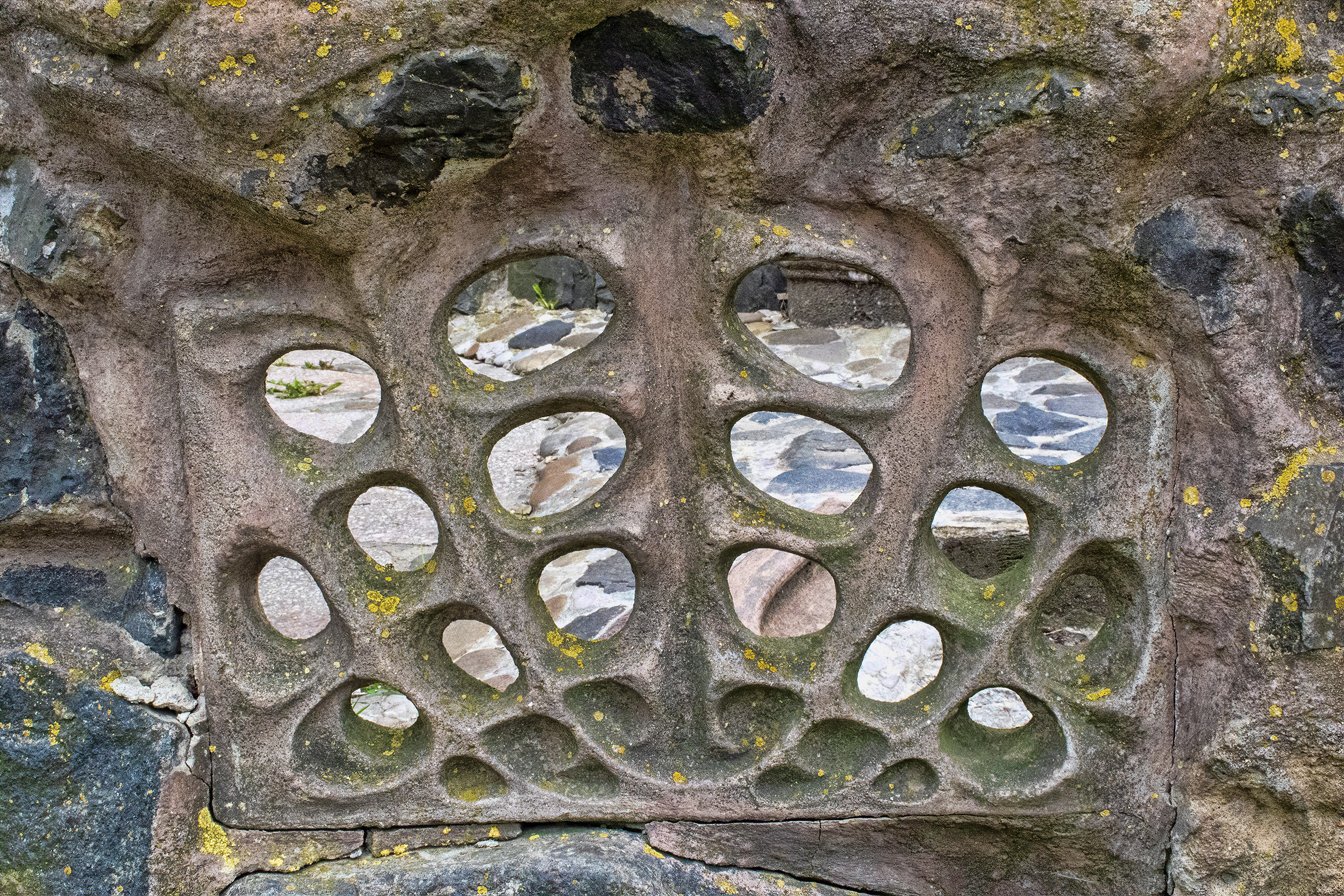
Фрагмент огорожі
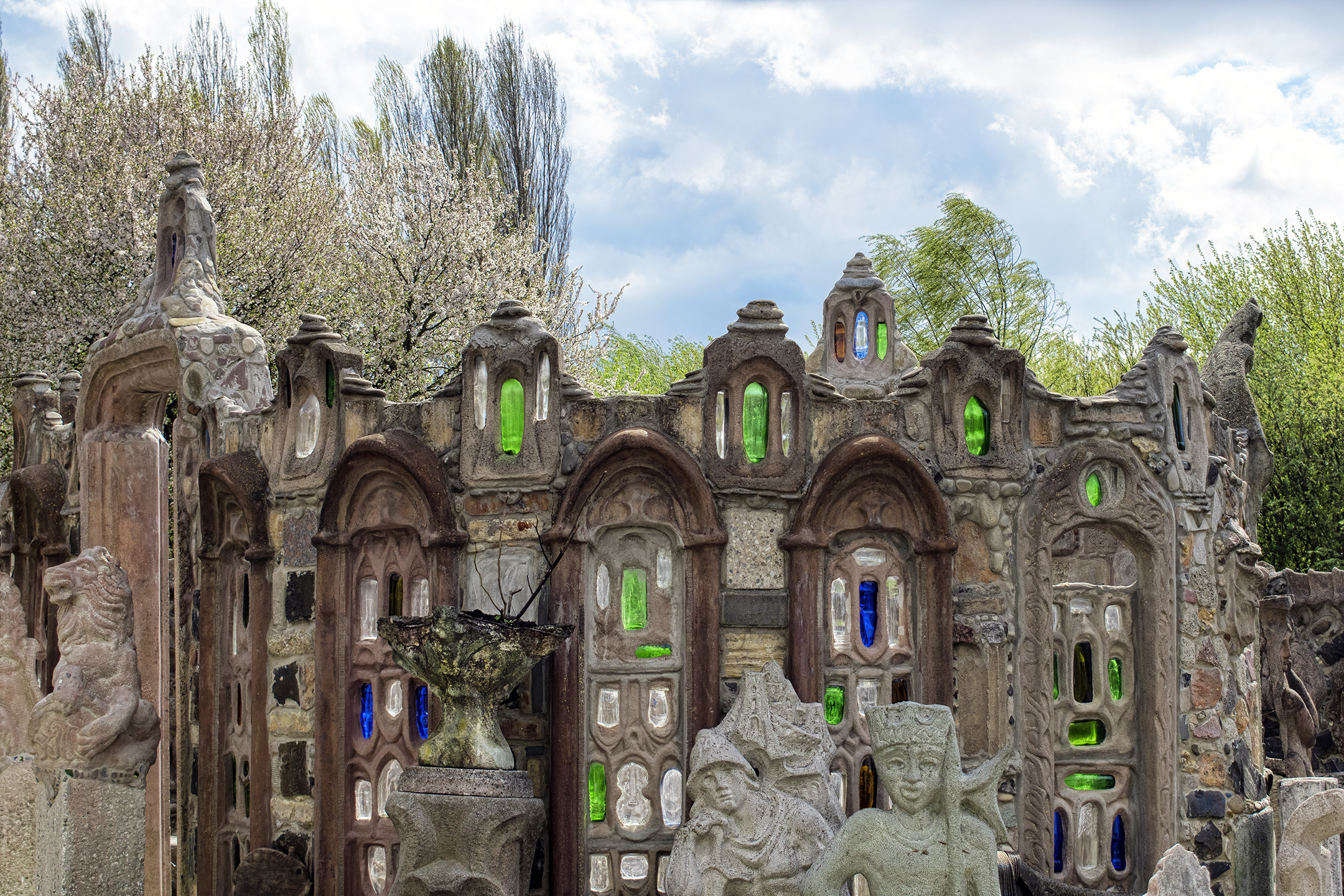
Композиція на подвір'ї
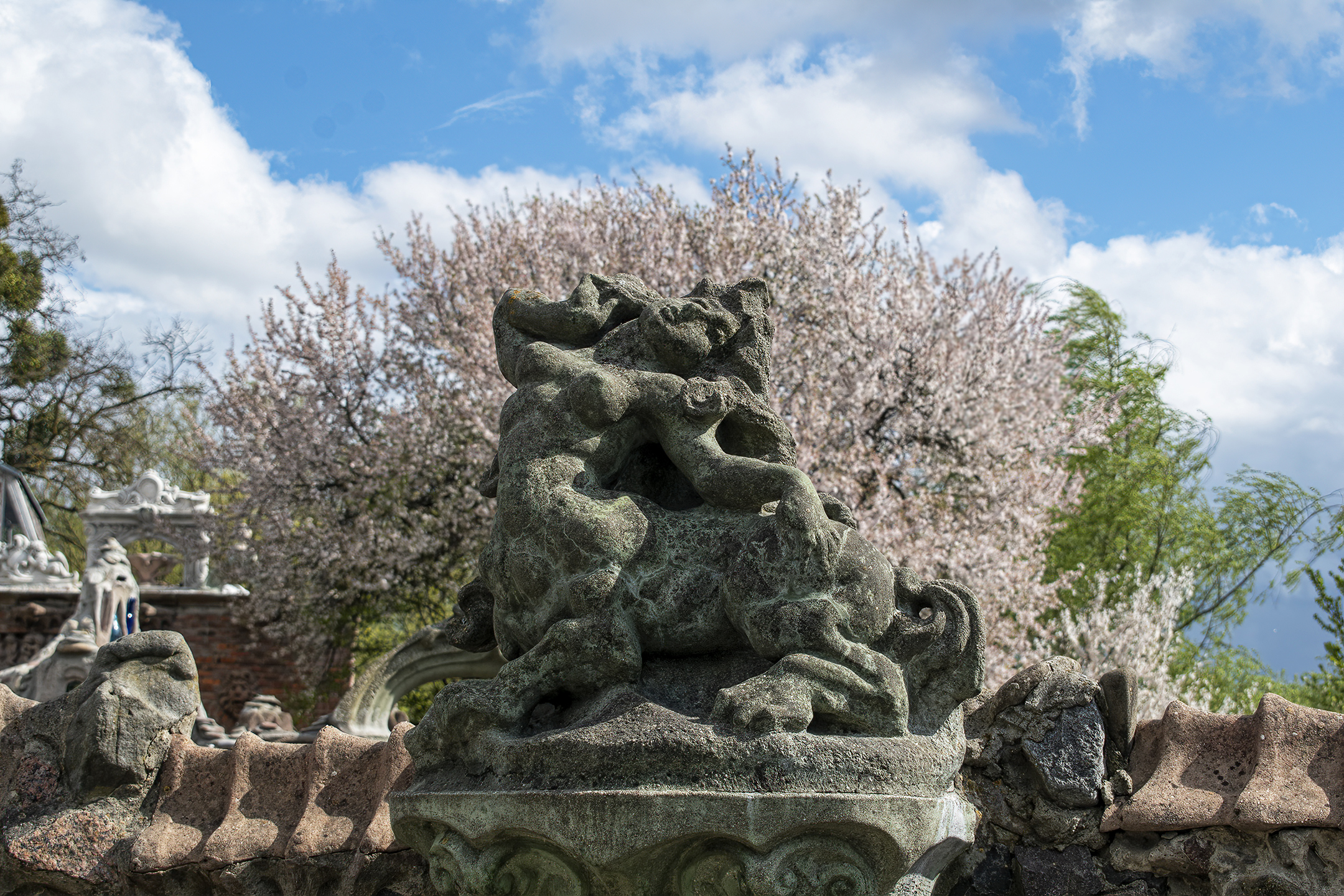
Скульптура кентавра
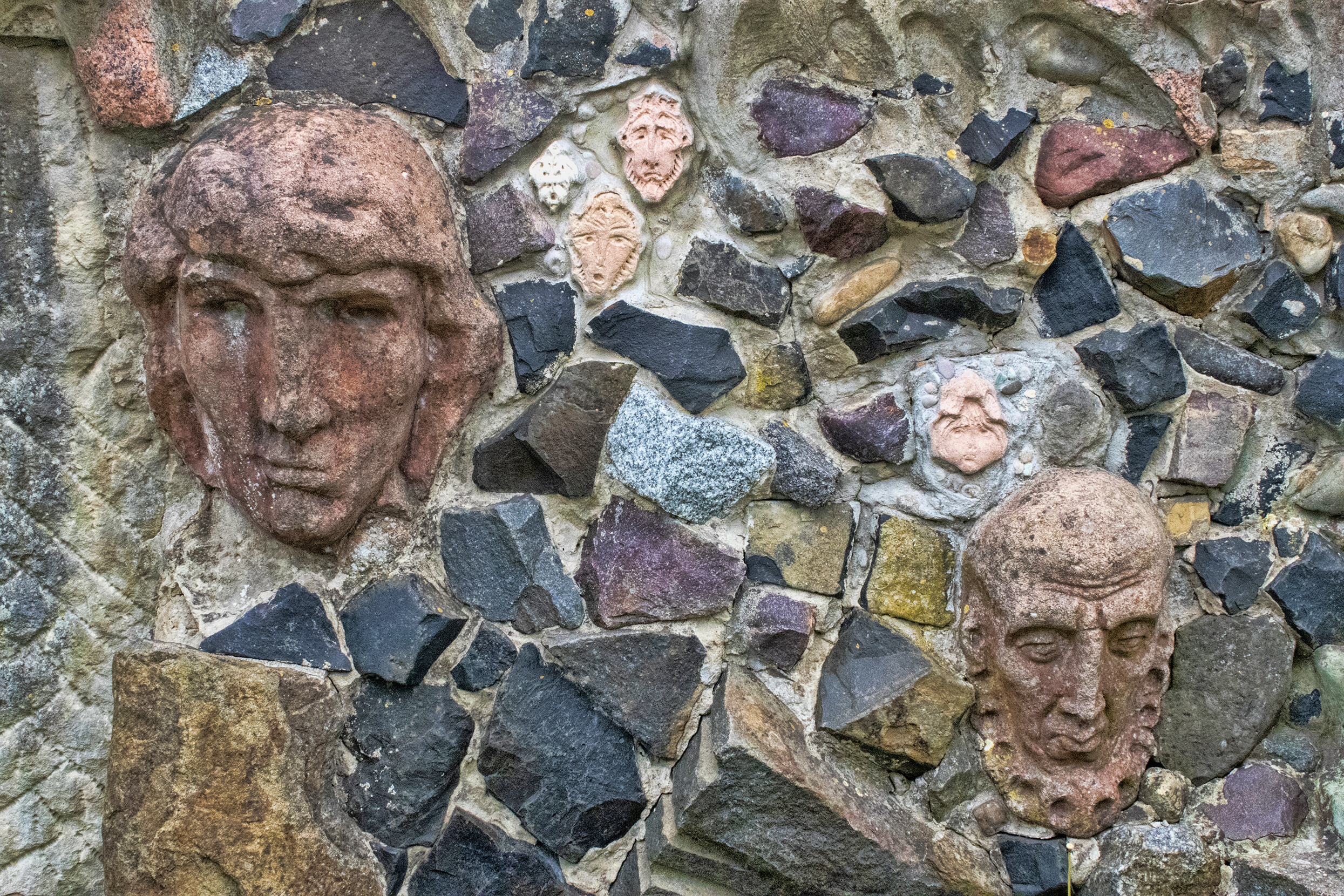
Барельєфи в огорожі
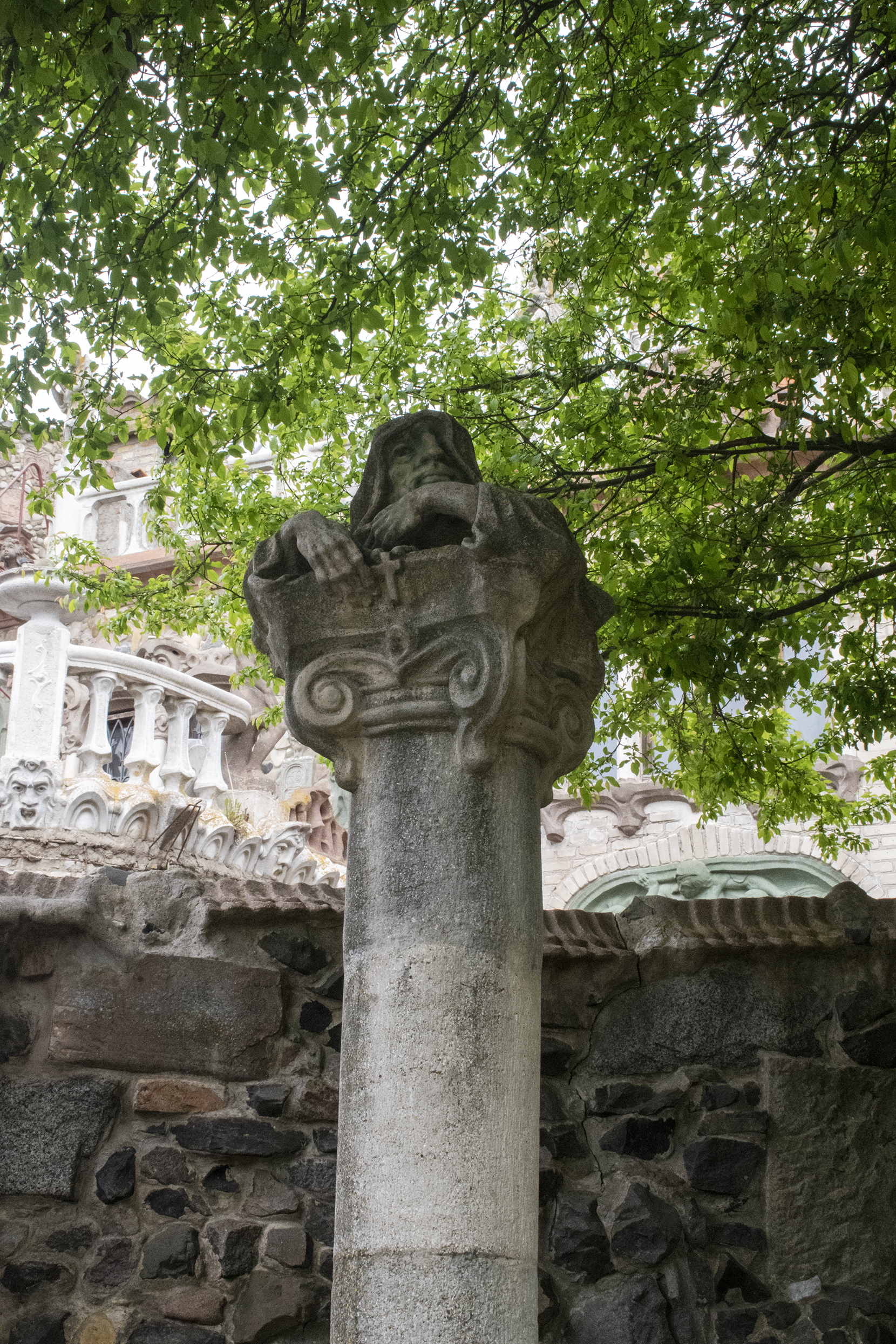
Скульптура монаха
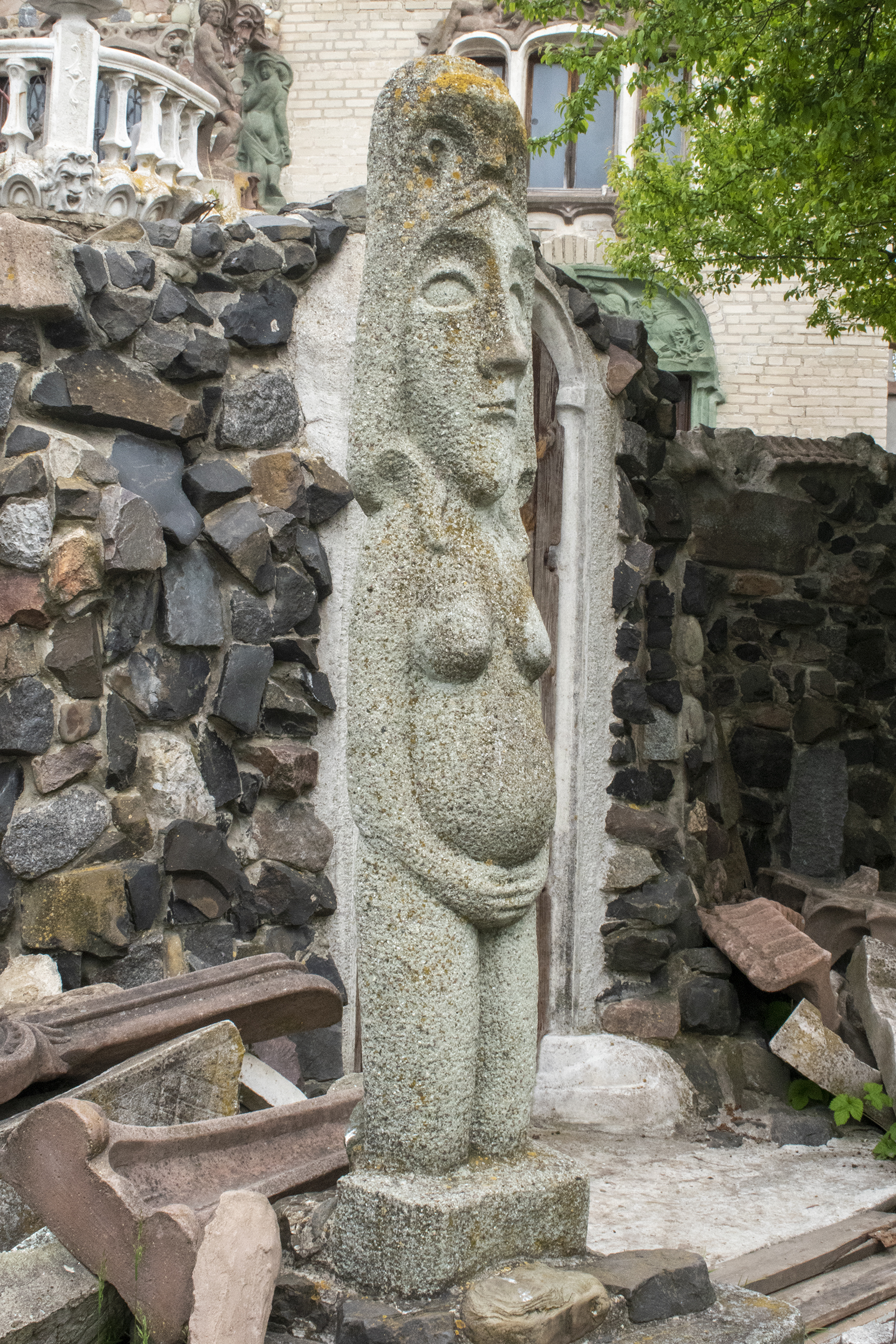
Скульптура-бовван